# Vitruvius (cráter)

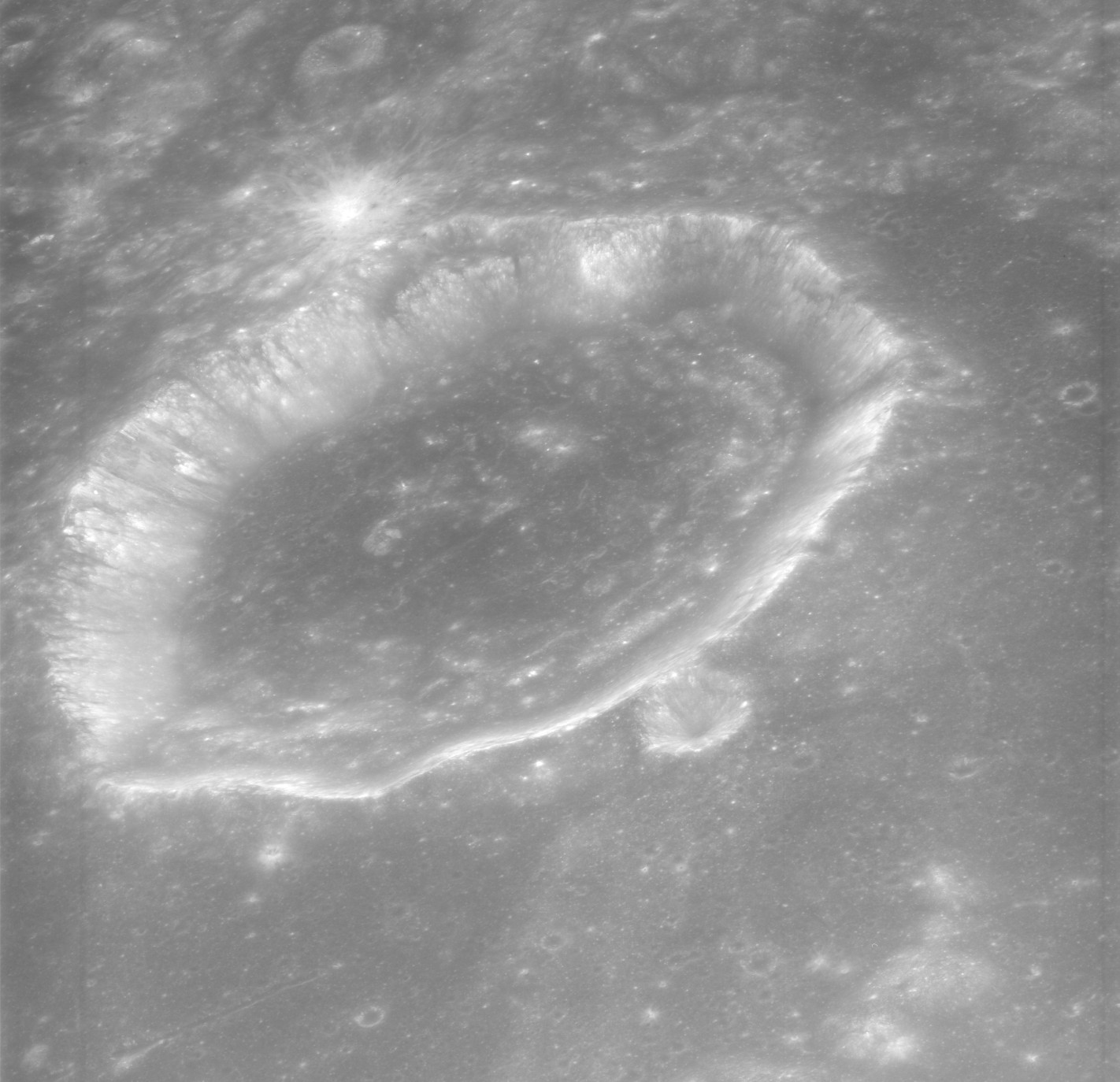
Fotografía de la misión Apolo 15

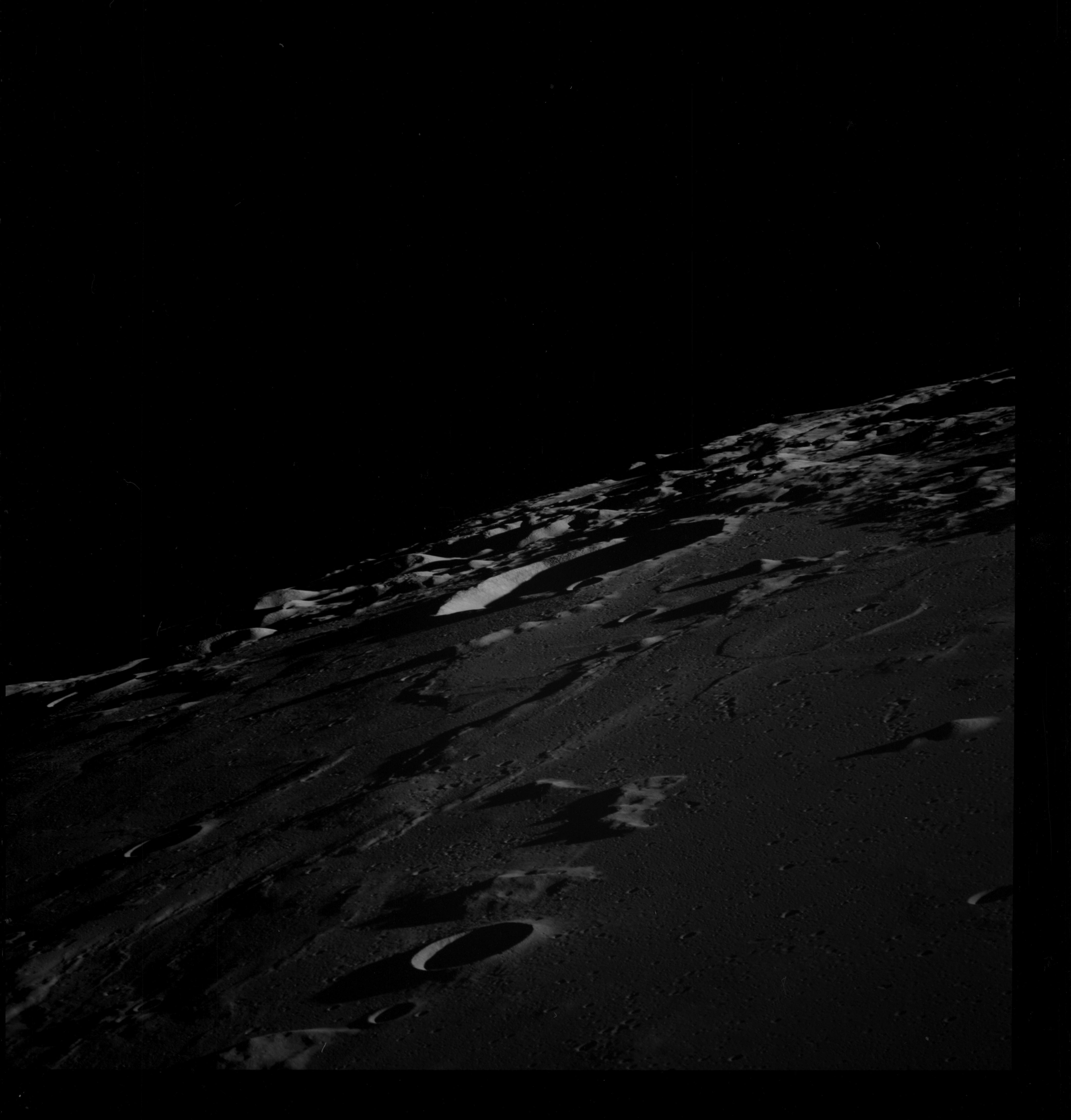
Fotografía de la misión Apolo 8

Vitruvius es un pequeño cráter de impacto lunar que se encuentra en el extremo norte del Mare Tranquillitatis. Menos de 90 km al norte se halla el cráter Littrow, unos 45 km al noroeste se localiza Fabbroni, unos 48 km al este aparece Gardner y 53 km al suroeste se localiza Beketov. Alrededor de 35 km al norte-noroeste se sitúa la montaña alargada denominada Mons Vitruvius, y más allá se encuentra el valle donde la misión Apolo 17 aterrizó. También al sur está Dorsa Barlow, y más al sureste el Mons Esam.
|  |  |

Su diámetro es de 30 km y tiene una profundidad de 1880 metros. El área está entre 675 y 700 km² y el perímetro es de menos de 100 km.
El borde de Vitruvio es bastante circular, pero los lados son desiguales al norte y al este. El borde es más alto al noroeste, y el suelo interior es irregular, con algunas pequeñas elevaciones en el suroeste. Un pequeño cráter está unido al borde exterior del sector sur. El terreno circundante es más accidentado al norte del cráter.

## Denominaciones
El cráter lleva el nombre del gran ingeniero y arquitecto romano Vitruvio. Al igual que muchos de los cráteres de la cara visible de la Luna, Vitruvius fue nombrado por Giovanni Riccioli, cuyo sistema de nomenclatura 1651 se ha estandarizado. Cartógrafos lunares anteriores habían dado al cráter diferentes nombres: Michael van Langren lo llamó "Cocci" en su mapa de 1645.
También antes de 1645, al sur de lo que ahora es Vitruvio, se encontraba un promontorio llamado "Promontorium Sancti Alberti", que lleva el nombre de San Alberto. Después de 1651, el promontorio no tendría nombre. El área del promontorio se considera actualmente parte de Dorsa Barlow, una cresta retorcida.

## Cráteres satélite

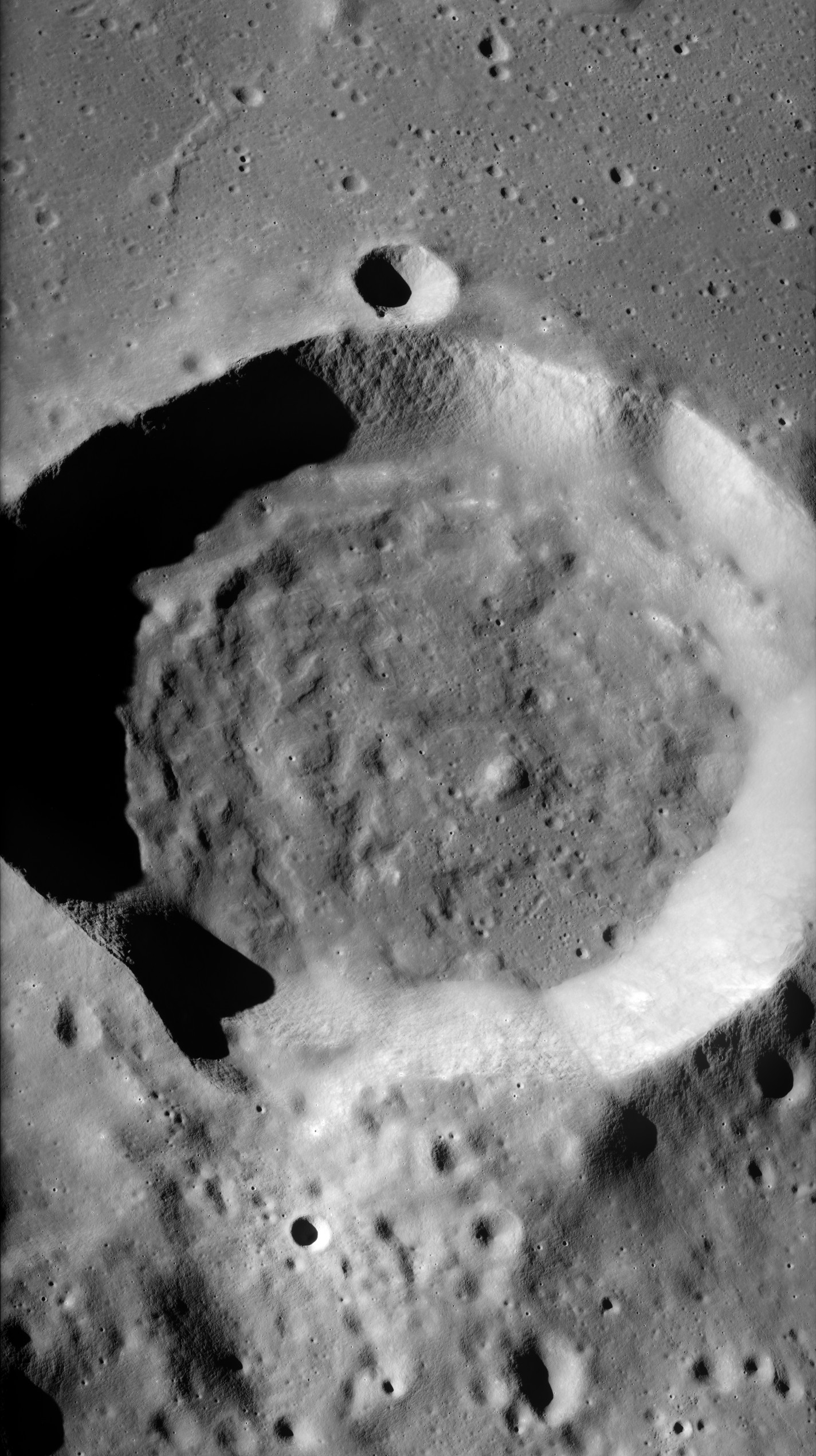
Vista oblicua de Vitruvius desde la cámara panorámica del Apolo 17, mirando al sur.

Por convención estos elementos son identificados en los mapas lunares poniendo la letra en el lado del punto medio del cráter que está más cercano a Vitruvio.
|           | \| Vitruvius \| Coordenadas \| Diámetro \| \| --------- \| ---------------------------- \| -------- \| \| B \| 16°24′N 33°00′E / 16.4, 33.0 \| 18 km \| \| G \| 13°54′N 34°36′E / 13.9, 34.6 \| 6 km \| \| H \| 16°24′N 33°54′E / 16.4, 33.9 \| 22 km \| \| L \| 19°00′N 30°42′E / 19.0, 30.7 \| 6 km \| \| M \| 16°06′N 31°30′E / 16.1, 31.5 \| 5 km \| \| T \| 17°06′N 33°12′E / 17.1, 33.2 \| 15 km \| |          |
| Vitruvius | Coordenadas | Diámetro |
| B         | 16°24′N 33°00′E / 16.4, 33.0 | 18 km    |
| G         | 13°54′N 34°36′E / 13.9, 34.6 | 6 km     |
| H         | 16°24′N 33°54′E / 16.4, 33.9 | 22 km    |
| L         | 19°00′N 30°42′E / 19.0, 30.7 | 6 km     |
| M         | 16°06′N 31°30′E / 16.1, 31.5 | 5 km     |
| T         | 17°06′N 33°12′E / 17.1, 33.2 | 15 km    |

Los siguientes cráteres han sido renombrados por el UAI.
- Vitruvius A -  Véase  Gardner (cráter).
- Vitruvius E -  Véase  Fabbroni (cráter).

## Vista de la Tierra
Al estar situado en la zona del paralelo 17 norte, la Tierra se ve en el cielo lunar todo el año alrededor de 73 grados hacia el sur y a unos 31 grados hacia el oeste desde la parte superior.